# Honning måne
Pour plus de détails, voir Fiche technique et Distribution.
Honning måne (littéralement « voyage de noces ») est un film danois réalisé par Bille August, sorti en 1978. Il s'agit du premier film de Bille August.

## Synopsis
Les fragments de la vie d'un couple jusqu'à leur séparation.

## Fiche technique
- Titre : Honning måne
- Réalisation : Bille August
- Scénario : Bille August
- Musique : Fuzzy
- Photographie : Dirk Brüel et Fritz Schrøder
- Montage : Janus Billeskov Jansen
- Production : Vibeke Windeløv et Steen Herdel
- Société de production : Konsortiet Honning Måne et Danmarks Radio
- Pays de production :  Danemark
- Genre : Drame et romance
- Durée : 95 minutes
- Date de sortie : 
  - Danemark : 21 août 1978

## Distribution
- Claus Strandberg : Jens
- Kirsten Olesen : Kirsten
- Jens Okking : Bjarne
- Poul Bundgaard : le père de Kirsten
- Grethe Holmer : la mère de Kirsten
- Ulla Asbjørn Andersen : Bitten
- Bjarne Buur : Kenneth
- Benno P. Hansen : Sangeren

## Distinctions
Le film a reçu trois Bodil : meilleur film, meilleure actrice pour Kirsten Olesen et meilleur second rôle féminin pour Grethe Holmer.